# クリスチャン・シャド

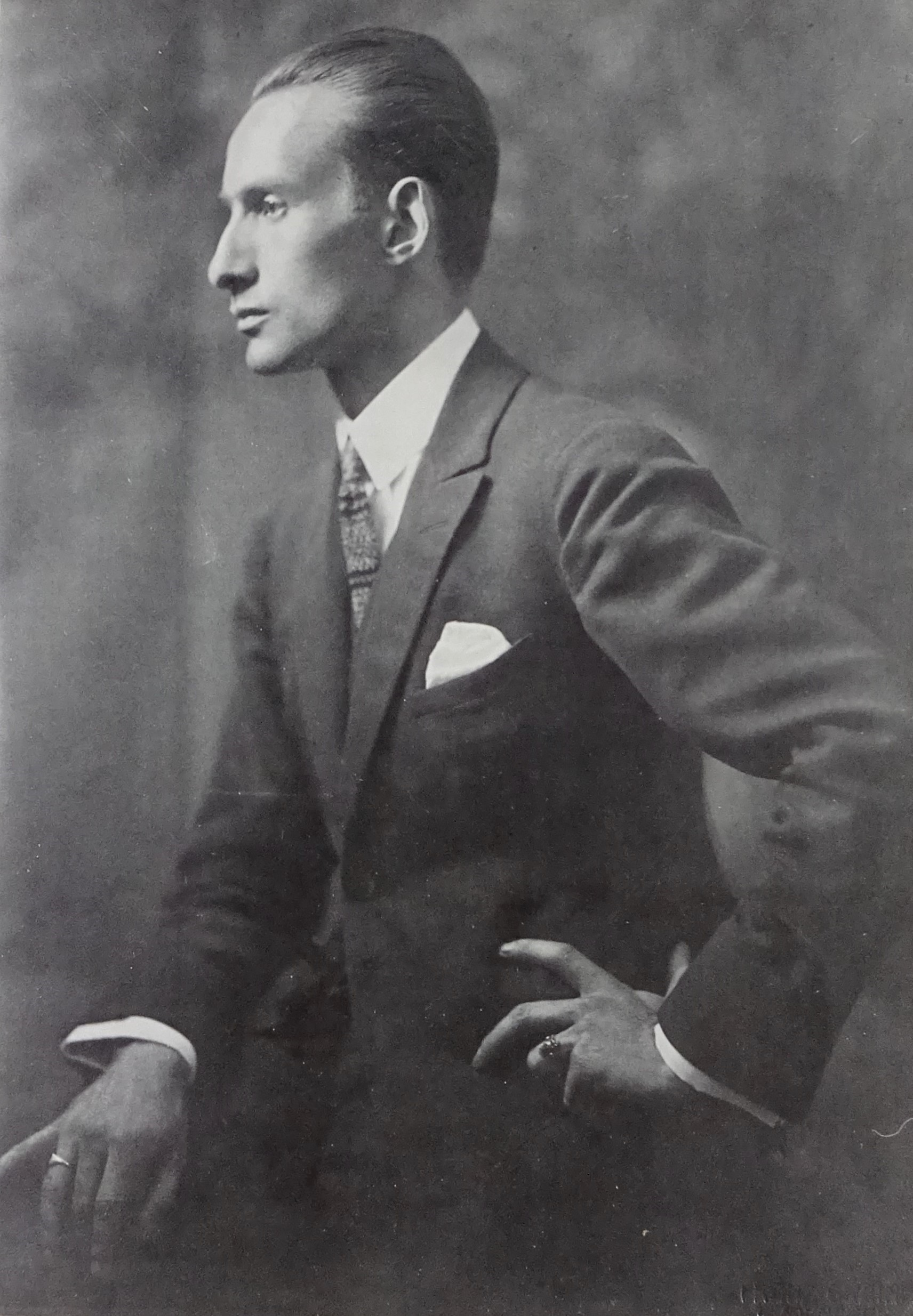
クリスチャン・シャド

クリスチャン・シャド （Christian Schad 、1894年8月21日 - 1982年2月25日）はドイツのダダイスムの芸術家（ダダとの関係もあり、スイスで活動していた時期もある）。写真作品と絵画作品が有名。「クリスチャン・シャート」または「クリスティアン・シャート」と記載されることもある。

## 来歴
カメラを使わず、印画紙に直接光を当てて像を得る方法を発見し（1918年ごろ）、シャドグラフィー（Shadographie、または、シャドグラフ "Schadograph"）と名づける。これはマン・レイのレイヨグラフ、ラースロー・モホイ＝ナジのフォトグラムと同じ手法の先駆けである。絵画・版画の分野では、初期には表現主義的な版画を制作していたが、1920年代以降、主として新即物主義（ノイエザッハリッヒカイト）又はマジックリアリズム（魔術的リアリズム）に分類されるような作品を制作した。
ナチスの政権掌握後には入党して生き残りを図ったが、戦時中はほとんど目立たなかった。1942年にベルリンのスタジオが空爆で破壊されたのちにアシャッフェンブルクへ移る。同地の聖ペテロおよびアレクサンダー修道院教会から、同教会がかつて所有していたマティアス・グリューネヴァルト作の「シュトゥッパハの聖母」（現在はバート・メルゲントハイムのシュトゥッパハに移されている）の複製を依頼され、戦後の1947年に完成させた。
彼は1950年代には、マジック・リアリズム・スタイルで絵を描いたが、60年代には再び実験的フォトグラムに回帰した。
1962年にアシャッフェンブルク近郊のカイルベルクへ移り、1982年にシュトゥットガルトで死去した。2002年に亡くなった夫人とともに、カイルベルクの墓地に埋葬されている。

### 主要作品
- Count St. Genois d'Anneaucourt, 1927（該当図版）
- Agosta "the Winged One" and Rasha "the Black Dove, 1929（該当図版）

## 和書
- 魔術的リアリズム（種村季弘、PARCO出版（1988年）、ちくま学芸文庫（2010年））

## 洋書
- New Objectivity, Sergiusz Michalski, Anne Sauvadet, Taschen America Llc, 2003, ISBN 3822823724, ISBN 978-3822823729（表紙図版にシャドの作品が使われているAmazon.co.jpによる紹介）